# حارة الصلاحي (ذمار)

تعديل مصدري - تعديل

حارة الصلاحي هي إحدى حارات مدينة ذمار التابعة لمحافظة ذمار، بلغ تعداد سكانها 1,811 نسمة حسب تعداد اليمن لعام 2004.